# Discographie de Black M
La discographie du rappeur franco-guinéen Black M comprend l'ensemble des disques publiés au cours de sa carrière solo.
Elle se résume à quatre albums studio, un album live, un EP et trois rééditions, pour un total de plus d'un million d'albums vendus. Elle se compose également de cinquante-trois singles ainsi que de cinquante-et-un clips vidéo.
Durant sa carrière solo, Black M a obtenu  un double disques de platine, et un disque de diamant. Il a également obtenu six singles d'or et un single de diamant.
Il est également apparu dans des featuring dans plus de quarante chansons.

## Albums

### Albums studio
| Titre                           | Détails de l'album                               | Meilleure position | Meilleure position | Meilleure position | Meilleure position | Certifications         | Ventes             | Ref   |
| Titre                           | Détails de l'album                               | FRA                | WAL                | FLA                | SUI                | Certifications         | Ventes             | Ref   |
| ------------------------------- | ------------------------------------------------ | ------------------ | ------------------ | ------------------ | ------------------ | ---------------------- | ------------------ | ----- |
| Les Yeux plus gros que le monde | - Sortie : 31 mars 2014 - Label : Wati B         | 2                  | 8                  | 125                | 29                 | - France : Diamant     | - France : 910 000 | [ 6 ] |
| Éternel Insatisfait             | - Sortie : 28 octobre 2016 - Label : Wati B      | 2                  | 3                  | 99                 | 18                 | - France : 2 × Platine | - France : 250 000 | [ 6 ] |
| Il était une fois...            | - Sortie : 13 septembre 2019 - Label : Wati B    | 9                  | —                  | 18                 | —                  |                        | - France : 35 000  | [ 6 ] |
| La Légende Black                | - Sortie : 13 octobre 2023 - Label : TF1 Musique | 48                 | —                  | —                  | —                  |                        | - France : 1 000   | [ 7 ] |

### Albums live
| Titre                            | Détails de l'album                         | Meilleure position | Meilleure position | Certifications | Ventes |
| Titre                            | Détails de l'album                         | FRA                | WAL                | Certifications | Ventes |
| -------------------------------- | ------------------------------------------ | ------------------ | ------------------ | -------------- | ------ |
| Les Yeux plus gros que l'Olympia | - Sortie : 8 juin 2015 - Label : Jive Epic | 24                 | 34                 |                |        |

### EP
| Titre      | Détails de l'album                                             | Meilleure position | Certifications | Ventes         |
| ---------- | -------------------------------------------------------------- | ------------------ | -------------- | -------------- |
| Alpha Pt.1 | - Sortie : 21 mai 2021 - Label : Wati B, Sony Music, RCA Group | France : 183       |                | France : 5 000 |

## Chansons

### Singles
| Année | Titre                                                                                       | Meilleure position | Meilleure position | Meilleure position | Meilleure position | Certifications     | Album                           |
| Année | Titre                                                                                       | FRA                | WAL                | FLA                | SUI                | Certifications     | Album                           |
| ----- | ------------------------------------------------------------------------------------------- | ------------------ | ------------------ | ------------------ | ------------------ | ------------------ | ------------------------------- |
| 2013  | Ailleurs                                                                                    | 45                 | —                  | —                  | —                  |                    | Les Yeux plus gros que le monde |
| 2014  | Spectateur                                                                                  | 36                 | —                  | —                  | —                  |                    | Les Yeux plus gros que le monde |
| 2014  | Mme Pavoshko                                                                                | 11                 | 15                 | —                  | —                  | - France : Or      | Les Yeux plus gros que le monde |
| 2014  | Sur ma route                                                                                | 1                  | 2                  | 5                  | 40                 | - France : Diamant | Les Yeux plus gros que le monde |
| 2014  | La légende Black (feat. Dr. Bériz)                                                          | 8                  | 19                 | —                  | —                  |                    | Les Yeux plus gros que le monde |
| 2014  | C'est tout moi                                                                              | 49                 | —                  | —                  | —                  |                    | Les Yeux plus gros que le monde |
| 2014  | Black Shady, Part. 3                                                                        | 187                | —                  | —                  | —                  |                    | Les Yeux plus gros que le monde |
| 2015  | Je garde le sourire                                                                         | 14                 | 25                 | —                  | —                  |                    | Les Yeux plus gros que le monde |
| 2015  | On s'fait du mal                                                                            | 35                 | 41                 | —                  | —                  |                    | Les Yeux plus gros que le monde |
| 2015  | Je ne dirai rien (feat. The Shin Sekaï & Doomams)                                           | 9                  | 21                 | —                  | —                  | - France : Or      | Les Yeux plus gros que le monde |
| 2015  | Foutue mélodie                                                                              | 56                 | —                  | —                  | —                  |                    | Les Yeux plus gros que le monde |
| 2015  | Dans ma rue                                                                                 | 33                 | —                  | —                  | —                  |                    | Les Yeux plus gros que le monde |
| 2015  | Le Prince Aladin (feat. Kev Adams)                                                          | 3                  | 5                  | —                  | —                  |                    | Les Yeux plus gros que le monde |
| 2016  | La nuit porte conseil                                                                       | 33                 | —                  | —                  | —                  |                    | Les Yeux plus gros que le monde |
| 2016  | À l'ouest (feat. MHD)                                                                       | —                  | —                  | —                  | —                  |                    | Les Yeux plus gros que le monde |
| 2016  | Je suis chez moi                                                                            | 22                 | —                  | —                  | —                  | - France : Or      | Éternel Insatisfait             |
| 2016  | #Askip                                                                                      | 17                 | 50                 | —                  | —                  | - France : Or      | Éternel Insatisfait             |
| 2016  | Cheveux blancs                                                                              | 147                | —                  | —                  | —                  |                    | Éternel Insatisfait             |
| 2016  | French Kiss                                                                                 | 26                 | 31                 | —                  | —                  | - France : Platine | Éternel Insatisfait             |
| 2016  | Comme-moi (feat. Shakira)                                                                   | 130                | —                  | —                  | —                  |                    | Éternel Insatisfait             |
| 2017  | Tout ce qu'il faut (feat. Abou Debeing, Alonzo & Gradur)                                    | 146                | —                  | —                  | —                  |                    | Éternel Insatisfait             |
| 2017  | Frérot (feat. Soprano)                                                                      | 110                | —                  | —                  | —                  | - France : Or      | Éternel Insatisfait             |
| 2017  | Death Note                                                                                  | —                  | —                  | —                  | —                  |                    | Éternel Insatisfait             |
| 2017  | Dress Code (feat. Kalash Criminel)                                                          | —                  | —                  | —                  | —                  |                    | Éternel Insatisfait             |
| 2017  | Mort dans le Stream (feat. Sofiane)                                                         | —                  | —                  | —                  | —                  |                    | Éternel Insatisfait             |
| 2017  | Tic-Tac                                                                                     | —                  | —                  | —                  | —                  |                    | Éternel Insatisfait             |
| 2018  | Le plus fort du monde                                                                       | —                  | —                  | —                  | —                  |                    | Éternel Insatisfait             |
| 2018  | Tout se passe après minuit (feat. Dadju)                                                    | —                  | —                  | —                  | —                  |                    | Éternel Insatisfait             |
| 2018  | Mama (feat. Sidiki Diabaté)                                                                 | —                  | —                  | —                  | —                  |                    | Hors album                      |
| 2018  | Gaïnde (Les Lions) (feat. Youssou N'Dour)                                                   | —                  | —                  | —                  | —                  |                    | Hors album                      |
| 2018  | Dans ma tête                                                                                | —                  | —                  | —                  | —                  |                    | Éternel Insatisfait             |
| 2018  | Beautiful                                                                                   | —                  | —                  | —                  | —                  |                    | Éternel Insatisfait             |
| 2019  | Bon (Prologue)                                                                              | —                  | —                  | —                  | —                  |                    | Il était une fois...            |
| 2019  | Mon beau-frère                                                                              | —                  | —                  | —                  | —                  | - France : Or      | Il était une fois...            |
| 2019  | Dans mon délire (feat. Heuss L’Enfoiré & Soolking)                                          | 138                | 15                 | —                  | —                  |                    | Il était une fois...            |
| 2019  | Ainsi valse la vie                                                                          | —                  | —                  | —                  | —                  |                    | Il était une fois...            |
| 2020  | Léa                                                                                         | —                  | —                  | —                  | —                  |                    | Il était une fois...            |
| 2020  | Black Shady, Partie 4                                                                       | —                  | —                  | —                  | —                  |                    | Alpha Pt.1                      |
| 2021  | À la base                                                                                   | —                  | —                  | —                  | —                  |                    | Alpha Pt.1                      |
| 2021  | César (feat. Gims)                                                                          | 32                 | —                  | —                  | —                  |                    | Alpha Pt.1                      |
| 2021  | N.S.E.G.                                                                                    | —                  | —                  | —                  | —                  |                    | Alpha Pt.1                      |
| 2021  | À la tienne                                                                                 | —                  | —                  | —                  | —                  |                    | Alpha Pt.1                      |
| 2021  | N.S.E.G. (Remix) (feat. Les Twins)                                                          | —                  | —                  | —                  | —                  |                    | Alpha Pt.1                      |
| 2021  | Week-end                                                                                    | —                  | —                  | —                  | —                  |                    | Alpha Pt.1                      |
| 2022  | Outfit (feat. Ledoc)                                                                        | —                  | —                  | —                  | —                  |                    | Hors album                      |
| 2022  | On va Yeke (feat. Amaya & Maysha)                                                           | —                  | —                  | —                  | —                  |                    | Hors album                      |
| 2023  | Grandir (feat. Amir)                                                                        | —                  | 50                 | —                  | —                  |                    | La Légende Black                |
| 2023  | C'est dieu qui donne (feat. Sidiki Diabaté & Couli B, DJ Bens)                              | —                  | —                  | —                  | —                  |                    | Hors album                      |
| 2023  | Tagada                                                                                      | —                  | —                  | —                  | —                  |                    | La Légende Black                |
| 2023  | Légendaire (feat. Ledoc)                                                                    | —                  | —                  | —                  | —                  |                    | La Légende Black                |
| 2023  | Dr Snitch                                                                                   | —                  | —                  | —                  | —                  |                    | La Légende Black                |
| 2023  | Otage (feat. Tayc)                                                                          | —                  | —                  | —                  | —                  |                    | La Légende Black                |
| 2023  | Alpha (feat. Neg' Marrons)                                                                  | —                  | —                  | —                  | —                  |                    | La Légende Black                |
| 2024  | Comment allez-vous ? (feat. Soul Bang's, MC Fresh, Maxim BK, Depotoir, Mélangeur, Straiker) | —                  | —                  | —                  | —                  |                    |                                 |
| 2024  | Paris Centre Challenge (feat. White N & Siken)                                              | —                  | —                  | —                  | —                  |                    | La Légende Black                |
| 2025  | Pas dans les débats (feat. Himra)                                                           | —                  | —                  | —                  | —                  |                    |                                 |
| 2025  | Pull Up                                                                                     | —                  | —                  | —                  | —                  |                    |                                 |

### Collaborations & Apparitions
- 2004 :
  - TSR Crew feat. Black M  - Roue de secours (sur l'album Faut qu'on s'taille)
- 2006 :
  - Sexion d'Assaut feat. Black M - Écoute ! (sur l'album La terre du milieu)
  - Sexion d'Assaut feat. Anraye & Black M - C'est le Rap qui te parle (sur l'album La terre du milieu)
  - Gims feat. Black M & Sexion d'Assaut - Tsunami permanent (sur l'EP Pour ceux qui dorment les yeux ouverts)
- 2007 :
  - La Meute feat. Black M - Je marche seul (sur l'album Danse avec les loups)
- 2008 :
  - Sexion d'Assaut feat. Black M (sur l'album Le Renouveau)
    - L'ogive nucléaire
    - On va vous apprendre
    - Gotham City
    - Rescapés
    - Anti-tecktonik
- 2010 :
  - RMak feat. Black M et JR O Crom, Gims - Bang Bang Remix (sur l'album La Diskette (2010kette))
  - RMak feat. Black M et Doomams, GTA - Bang Bang Remix (sur l'album La Diskette (2010kette))
- 2011 : 
  - Jarod feat. Black M - Paris Centre (sur l'album Feinte de frappe (En Attendant Frappe Préventive))
  - Tomav et Bakry feat. Black M - Imagine (sur l'album SPC (S'Prit-Critk))
  - DJ Abdel feat. Black M et Gims - Pas de nouvelle bonne nouvelle (sur l'album Evolution 2011)
- 2012 :
  - Big Ali feat. Wati B (Black M, Dry et Dadju) - Watibigali (sur l'album Urban Electro)
  - Rita Ora feat. Black M - R.I.P
- 2013 :
  - The Shin Sekai feat. Black M - Rappelle Toi (sur l'album The Shin Sekai Vol. 1)
  - DJ HCue feat. Alicia Keys & Black M - Girl On Fire Remix (sur l'album Winter Tape Vol. 1)
  - H Magnum feat. Black M - Efface mon num (sur l'album Fin de Dream (Avant Gotham City))
  - Gims feat. Black M et JR O Crom - Ca décoiffe (sur l'album Subliminal)
  - JR O Crom, Doomams, Dry & Black M - Col en V (sur la compilation Les chroniques du Wati Boss Vol. 1)
  - Black M & Dadju - Foncés grosses lèvres (sur la compilation Les chroniques du Wati Boss Vol. 1)
  - Black M - De quoi faire jaquetter (sur la compilation Les chroniques du Wati Boss Vol. 1)
  - Major Lazer feat. Bruno Mars, Black M, Tyga, Mystic, 2 Chainz - Bubble Butt (sur l'album Free The Universe)
  - Psy 4 de la rime feat. Black M, JR O Crom, Gims et Mouss Mc - Afrikan Money (Remix) (sur l'album 4e Dimension Reloaded)
  - Indila ft. Black M - Dernière Danse (remix)
- 2014 :
  - S.Pri Noir feat. Black M - Skyfall (sur l'album 0.0.S. (Licence To Kill))
  - Sonia Rolland, Black M, Passi, Clayton Hamilton, Sékouba Bambino, Alpha Bamba, Sauti Sol, Eddy Kenzo, Gage, John Mamann, Francis Lalanne, Tia, JTR - One Voice (sur l'album Isolons ébola)
  - Black M - Gangster (sur la compilation Les chroniques du Wati Boss Vol. 2)
  - Charles Aznavour, Matt Houston, The Shady Brothers, Vitaa, Elisa Tovati, Black M, Soprano, Amel Bent - Sa jeunesse
  - Maska feat. Black M et Dr Bériz - Profiter de ma life (sur l'album Espace-temps)
- 2015 :
  - H Magnum feat. Black M - Aucun Mytho (sur l'album Gotham City)
  - Shaggy, Trackstorm & Black M - Tapage Nocturne (sur la compilation Touche Pas à Ma Zik)
  - Abou Debeing feat. Black M - Adios
  - Kev Adams feat. Black M - Le Prince Aladin (sur l'album Les nouvelles aventures d'Aladin (bande originale))
  - Gradur feat. Black M - Illégal (sur l'album Sheguey Vara 2)
- 2016 :
  - Kids United & Black M - Sur ma route (sur l'album Tout le bonheur du monde)
  - Les Enfoirés - Libérté
  - The Shin Sekaï feat Black M, S.Pri Noir & Abou Debeing - Bounce (sur l'album Indéfini)
  - Christophe Willem, Inna MODJA, Black M & Manu Dibango - Tu sais (Hymne de la Francophonie)
  - Soprano feat. Black M - Attitude (sur l'album l'Everest)
  - Dr Bériz feat. Black M - Copacabana (sur l'album 1974)
  - JR O Crom & Doomams feat. Black M - Taxi Brousse (sur l'album Vendetta)
- 2017 :
  - Abou Debeing feat. Black M - Beauté Blessante (sur l'album Debeinguerie)
  - Zaho & Black M - Parle moi (sur l'album Le monde à l'envers)
  - Shakira & Black M - Comme moi (sur l'album El Dorado)
  - KeBlack feat. Black M - En I (sur l'album Première étage)
  - Barack Adama feat. Black M - Jamais (sur l'album La Propagande Vol.2)
- 2018 :
  - Namika feat. Black M - Je ne parle pas français (sur l'album Que Walou)
  - Bigflo et Oli feat. Black M, Soprano - C'est que du rap (sur l'album La Vie de rêve)
- 2019 :
  - Amy feat. Black M - Jump (sur l'album Ne le dites pas à ma mère)
  - Dinor Rdt feat. Black M - TDF (sur l'album Lunettes 2 Ski)
  - Hache-P feat. Black M - Ca va parler (sur l'album ROCKNROLL)
  - Kalash Criminel feat. Naza, Black M, Douma - Ca va ma chérie ? (remix) (sur l'album La fosse aux lions (Réédition))
  - Kandia Kora & Black M - Seul ce soir
  - Mister You feat. Black M - Ma story (sur l'album Hasta la Muerte)
  - Naza feat. Black M - Des barres (sur la compilation Game Over Vol. 2)
- 2020 :
  - Madame Monsieur feat. Black M - Terre inconnue (sur l'album Tandem)
  - Les Enfoirés - A côté de toi
  - Maahlox le vibeur feat. Black M - Merci
- 2021 :
  - Sat l’Artificier, Youssoupha, Black M, Kofs, Dry, Belek - Micro chargé (sur l'album Le classico organisé)
  - Lynda Sherazade feat. Black M - Folie (sur l'album Papillon)
  - Les Enfoirés - Maintenant
  - Soulby THB feat. Black M - Conakryka (sur l'album Ca vient du bled)
  - Lola feat. Black M - Spleen (sur l'album Révolution)
  - Inna feat. Black M - Maza (french version)
  - Elow'n feat. Black M - Ropéro (le retour de la pierre)
- 2022 :
  - Slayry Abana feat. Black M - Acte II
  - SIX feat. Black M - Salir mon nom (sur l'album SIX M16)
  - Weei Soldat feat. Black M - Tout seul (sur l'album Miroirs)
  - DJ Flextouch feat. Black M & Le Môme - Tout va bien (sur l'album Touch Play)
- 2023 :
  - Bimbim feat. Black M - Papiers (sur l'album La bande 2 Bimbim)
  - Nassim feat. Black M - Tout frais Tout jdid (sur l'album L'abondance)
  - Bounty & Cocoa feat. Black M - WOOH! (sur l'album BODEGA)
- 2024 :
  - Sidiki Diabaté feat. Black M - Mido idi ma (sur l'album Kora Lover)
- 2025 :
  - Oudy 1er feat. Black M - Jaloux
  - Jessy B feat. Black M - La vie est belle
  - Jul & Black M - Vibes
  - Fish Killa & Black M - Jada

## Clips vidéo
| Année | Titre                                                                                       | Album                            |
| ----- | ------------------------------------------------------------------------------------------- | -------------------------------- |
| 2013  | Ailleurs                                                                                    | Les yeux plus gros que le monde  |
| 2014  | Spectateur                                                                                  | Les yeux plus gros que le monde  |
| 2014  | Mme Pavoshko                                                                                | Les yeux plus gros que le monde  |
| 2014  | A force d'être                                                                              | Les yeux plus gros que le monde  |
| 2014  | Sur ma route                                                                                | Les yeux plus gros que le monde  |
| 2014  | Qataris                                                                                     | Les yeux plus gros que le monde  |
| 2014  | La Légende Black (feat. Dr. Bériz)                                                          | Les yeux plus gros que le monde  |
| 2014  | Je ne dirai rien (feat. The Shin Sekaï & Doomams)                                           | Les yeux plus gros que le monde  |
| 2014  | Je garde le sourire                                                                         | Les yeux plus gros que le monde  |
| 2015  | On s'fait du mal                                                                            | Les yeux plus gros que le monde  |
| 2015  | C'est tout moi                                                                              | Les yeux plus gros que le monde  |
| 2015  | Black Shady, Pt. 3                                                                          | Les yeux plus gros que le monde  |
| 2015  | Le Prince Aladin (feat. Kev Adams)                                                          | Les Nouvelles Aventures d'Aladin |
| 2016  | A l'ouest (feat. MHD)                                                                       | Eternel Insatisfait              |
| 2016  | La nuit porte conseil                                                                       | Hors Album                       |
| 2016  | Je suis chez moi                                                                            | Eternel Insatisfait              |
| 2016  | #Askip                                                                                      | Eternel Insatisfait              |
| 2016  | Cheveux blancs                                                                              | Eternel Insatisfait              |
| 2016  | French Kiss                                                                                 | Eternel Insatisfait              |
| 2016  | Cadeau Joyeux Noël                                                                          | Hors Album                       |
| 2017  | Tout ce qu'il faut (feat. Gradur, Alonzo & Abou Debeing)                                    | Eternel Insatisfait              |
| 2017  | Comme moi (feat. Shakira)                                                                   | Eternel Insatisfait              |
| 2017  | Frérot (feat. Soprano)                                                                      | Eternel Insatisfait              |
| 2017  | Death Note                                                                                  | Eternel Insatisfait              |
| 2017  | Dress Code (feat. Kalash Criminel)                                                          | Eternel Insatisfait              |
| 2017  | Tic Tac                                                                                     | Eternel Insatisfait              |
| 2017  | Mort dans le stream (feat. Sofiane)                                                         | Eternel Insatisfait              |
| 2017  | Mais qui es-tu ?                                                                            | Eternel Insatisfait              |
| 2018  | Le plus fort du monde                                                                       | Eternel Insatisfait              |
| 2018  | Tout se passe après minuit (feat. Dadju)                                                    | Eternel Insatisfait              |
| 2018  | Mama (feat. Sidiki Diabaté)                                                                 | Hors Album                       |
| 2018  | Gainde (Les Lions) (feat. Youssou N'Dour)                                                   | Hors Album                       |
| 2019  | Bon (Prologue)                                                                              | Il était une fois...             |
| 2019  | Mon beau-frère                                                                              | Il était une fois...             |
| 2019  | Dans mon délire (feat. Heuss l'Enfoiré, & Soolking)                                         | Il était une fois...             |
| 2019  | Ainsi valse la vie                                                                          | Il était une fois...             |
| 2020  | Léa                                                                                         | Il était une fois...             |
| 2020  | Black Shady, Pt. 4                                                                          | Alpha Pt. 1                      |
| 2021  | A la base                                                                                   | Alpha Pt. 1                      |
| 2021  | César (feat. Gims)                                                                          | Alpha Pt. 1                      |
| 2021  | N.S.E.G                                                                                     | Alpha Pt. 1                      |
| 2021  | N.S.E.G (Remix) (feat. Les Twins)                                                           | Alpha Pt. 1                      |
| 2021  | A la tienne                                                                                 | Alpha Pt. 1                      |
| 2021  | Week-end                                                                                    | Alpha Pt. 1                      |
| 2022  | Outfit (feat. Ledoc)                                                                        | Hors album                       |
| 2022  | On va Yeke (feat. Amaya & Maysha)                                                           | Hors album                       |
| 2023  | Grandir (feat. Amir)                                                                        | La Légende Black                 |
| 2023  | Grandir (Version Acoustique) (feat. Amir)                                                   | La Légende Black                 |
| 2023  | C'est Dieu qui donne (feat. Sidiki Diabaté, Couli B, DJ Bens & Dany Synthé)                 | Hors album                       |
| 2023  | Légendaire (feat. Ledoc)                                                                    | La Légende Black                 |
| 2023  | Dr Snitch                                                                                   | La Légende Black                 |
| 2023  | Maître Yaya                                                                                 | Il était une fois...             |
| 2024  | Comment allez-vous ? (feat. Soul Bang's, MC Fresh, Maxim BK, Depotoir, Mélangeur, Straiker) | Hors album                       |
| 2024  | Bye bye (feat. Léa Djadja)                                                                  | La Légende Black                 |
| 2024  | Simandou                                                                                    | Hors album                       |
| 2024  | On va parler français [Episode. 1]                                                          | Hors album                       |
| 2025  | Pas dans les débats (feat. Himra)                                                           |                                  |
| 2025  | Pull Up                                                                                     |                                  |

## DVD
- 2015 : Les Yeux plus gros que l'Olympia

## Musiques de film
- 2015 : Le Prince Aladin (ft. Kev Adams) : Les nouvelles aventures d'Aladin

- 2018 :  Chanteur du générique : Le monde selon Kev

- 2022 : C'est du Foot 2 Rue (Générique) : Foot 2 Rue

## Album en collaboration

### AvecLes Enfoirés
2016 : Au rendez-vous des Enfoirés : sur la chanson Liberté
2020 : Le Pari(s) des Enfoirés : Tout le spectacle
2021 : Les Enfoirés à côté de vous : Tout le spectacle

### Avec leWati B
- 2013 : Les Chroniques du Wati Boss vol. 1 : De quoi faire jaqueter, Col en V (ft. Jr O Crom, Doomams & Dry) et Foncés grosses lèvres (ft. Dadju)
- 2014 : Les Chroniques du Wati Boss vol. 2 : Gangster